# Aconchi, Sonora

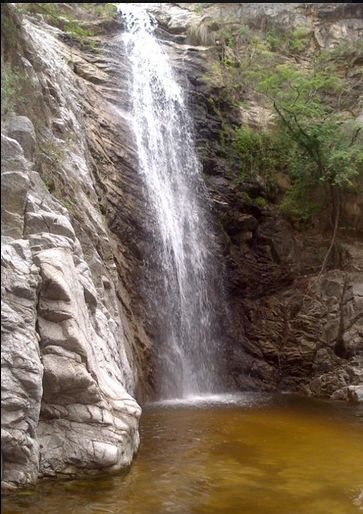
Cascada Aqua Caliente din parcul natural Agua Caliente Water Park

Aconchi este o localitate urbană și reședința municipalității omonime, Municipalitatea Aconchi, care o înconjoară. Se găsește în centrul statului federal mexican Sonora. Populația întregii municipalități, care acoperă o suprafață de 358,74 km2 fusese de 2.452 în 2005, atât cea urbană cât și cea rurală.

## Istoric
Inițial fondată ca o misiune iezuită în 1639, de către misionarul iezuit Bartolomé Castaños, mica așezare a dobândit statutul de municipalitate în 1932, după ce fusese deja declarat oraș.

## Geografie
Sediul municipal se găsește la o altitudine de 609 metri, iar întreaga municipalitate este înconjurată de alte opt municipalități Huépac, Cumpas, Ures, Baviácora,  Rayón, Banamichi  and San Felipe de Jesús.

## Diferite resurse
- Map
- Gobierno de Sonora[nefuncțională]

## Articole conexe
- Lista celor 72 de municipalități din statul Sonora